# 韦谌 (平桑郡公)
韦谌（541年—590年1月29日），原字奉忠，为避讳杨忠，改字奉诚，小字老身，京兆郡杜陵县（今陕西省西安市长安区）人，出自京兆韦氏郧公房，北周雍州牧、大司空、太傅、上柱国、郧襄公韦孝宽第二子，北周、隋朝官员。

## 生平
韦谌过继给四叔韦子迁。韦谌虚龄十岁的时候，西魏文帝元宝炬想把女儿襄乐公主嫁给韦谌，韦孝宽认为哥哥韦敻之子韦世康比韦谌年长而推辞。元宝炬很赞赏韦孝宽，于是就把女儿嫁给韦世康。大统十六年（550年），韦谌封怀德县开国伯。北周二年（558年），韦谌进封禳县开国公，保定四年（564年），韦谌出任大都督。天和元年（566年），韦谌出任使持节、平东将军、都督陵州诸军事、陵州刺史。天和五年（570年），韦谌加使持节、车骑大将军、仪同三司，天和六年（571年）出任普州刺史，大象二年（580年）转任蓬州刺史。开皇二年（582年），韦谌封平桑郡开国公，食邑一千四百户。开皇九年十二月十八日（590年1月29日），韦谌在京城私人住宅中去世，虚岁四十九，开皇十八年十一月十七日（598年12月20日）葬于大兴县洪固乡家族旧墓。

## 家庭

### 祖父
- 韦旭，司空、文惠公[2]

### 父亲
- 韦孝宽，雍州牧、大司空、太傅、上柱国、郧襄公[2]

### 兄弟姐妹
- 韦那罹，早亡，追赠使持节、仪同三司、中平县开国公
- 韦总，北周使持节、开府、京兆尹、河南怀公
- 韦寿，隋朝仪同三司、毛州刺史、滑国定公
- 韦霁，王世充尚书右仆射
- 韦津，唐朝陵州刺史、寿光县男
- 韦无漏，隋朝洹水县县令、永安县侯
- 韦长英，嫁北周湖州刺史、雍州都督皇甫道